# ميخائيل باريشنيكوف
ميخائيل نيكولايفيتش باريشنيكوف (Mikhail Nikolaevich Baryshnikov) ((بالروسية: Михаи́л Никола́евич Бары́шников)‏؛ مواليد 27 يناير 1948) اسمه المستعار «ميشا» (Misha)، هو روسي الجنسية، راقص، مصمم رقصات، وممثل، أحيانا ما يعتبر بجانب فالساف نيجينسكاي (Vaslav Nijinsky) ورودولف نورييف (Rudolf Nureyev) أحد أعظم راقصي الباليه في التاريخ. وبعد بداية واعدة في باليه كيروف في لينينغراد، لجأ إلى كندا في 1974 للحصول على فرص أكثر في الرقص الغربي. وبعد أن عمل حرا للعديد من الشركات، انضم إلى فرقة باليه مدينة نيويورك كراقص أساسي لتعلم أسلوب جورج بالانشين (George Balanchine) في الحركة. ومن ثم رقص مع مسرح الباليه الأمريكي، حيث أصبح لاحقا المدير الفني.
نشر باريشنيكوف العديد من مشاريعه الفنية الخاصة وأصبح مندمجا بشكل أخص في ترويج الرقص المعاصر، عارضا لأول مرة عشرات الأعمال الجديدة التي تتضمن العديد من أعمالة الخاصة. وقد ساعده نجاحة كممثل درامي على المسرح والسينما والتلفزيون على أن يصبح أكثر راقصي الباليه المعاصرين شهرة. وفي 1977، تم ترشيح باريشنكوف لنيل جائزة الأوسكار لأفضل ممثل مساعد كما رشح لنيل جائزة غولدن غلوب لقيامه بدور «يوري كوبيكين» (Yuri Kopeikine) في فيلم  نقطة التحول (The Turning Point).

## وصلات خارجية
- ميخائيل باريشنيكوف على موقع IMDb (الإنجليزية)
- ميخائيل باريشنيكوف على موقع الموسوعة البريطانية (الإنجليزية)
- ميخائيل باريشنيكوف على موقع روتن توميتوز (الإنجليزية)
- ميخائيل باريشنيكوف على موقع مونزينجر (الألمانية)
- ميخائيل باريشنيكوف على موقع ألو سيني (الفرنسية)
- ميخائيل باريشنيكوف على موقع أول موفي (الإنجليزية)
- ميخائيل باريشنيكوف على موقع قاعدة بيانات برودواي على الإنترنت (الإنجليزية)
- ميخائيل باريشنيكوف على موقع قاعدة بيانات الأفلام السويدية (السويدية)
- ميخائيل باريشنيكوف على موقع إن إن دي بي (الإنجليزية)
- ميخائيل باريشنيكوف على موقع ديسكوغز (الإنجليزية)
- Mikhail Baryshnikov Biography (1948-)a
- Baryshnikov Arts Center, 450 West 37th Street, NYC
- Baryshnikov Dance Foundation
- Kennedy Center Honors biography as of 2000
- Information community LJ devoted to Mikhail Baryshnikov
- Mikhail Baryshnikov entry in the Concise Encyclopædia Britannica
- Mikhail Baryshnikov entry in the Columbia Encyclopedia
- Sunday NY Times article by Anna Kisselgoff, October 28, 1979
- Mikhail Baryshnikov and Ana Laguna to Perform in Israel (June 2010)
- Archival footage of Mikhail Baryshnikov performing Chacony in 2002 at Jacob's Pillow